# Botič
Der Botič, früher auch Cebron, Potanka, Podanka, Zasav bzw. Vinný potok (deutsch Botitzbach, auch Botizbach) ist ein rechter Zufluss der Moldau in Tschechien.

## Charakteristik

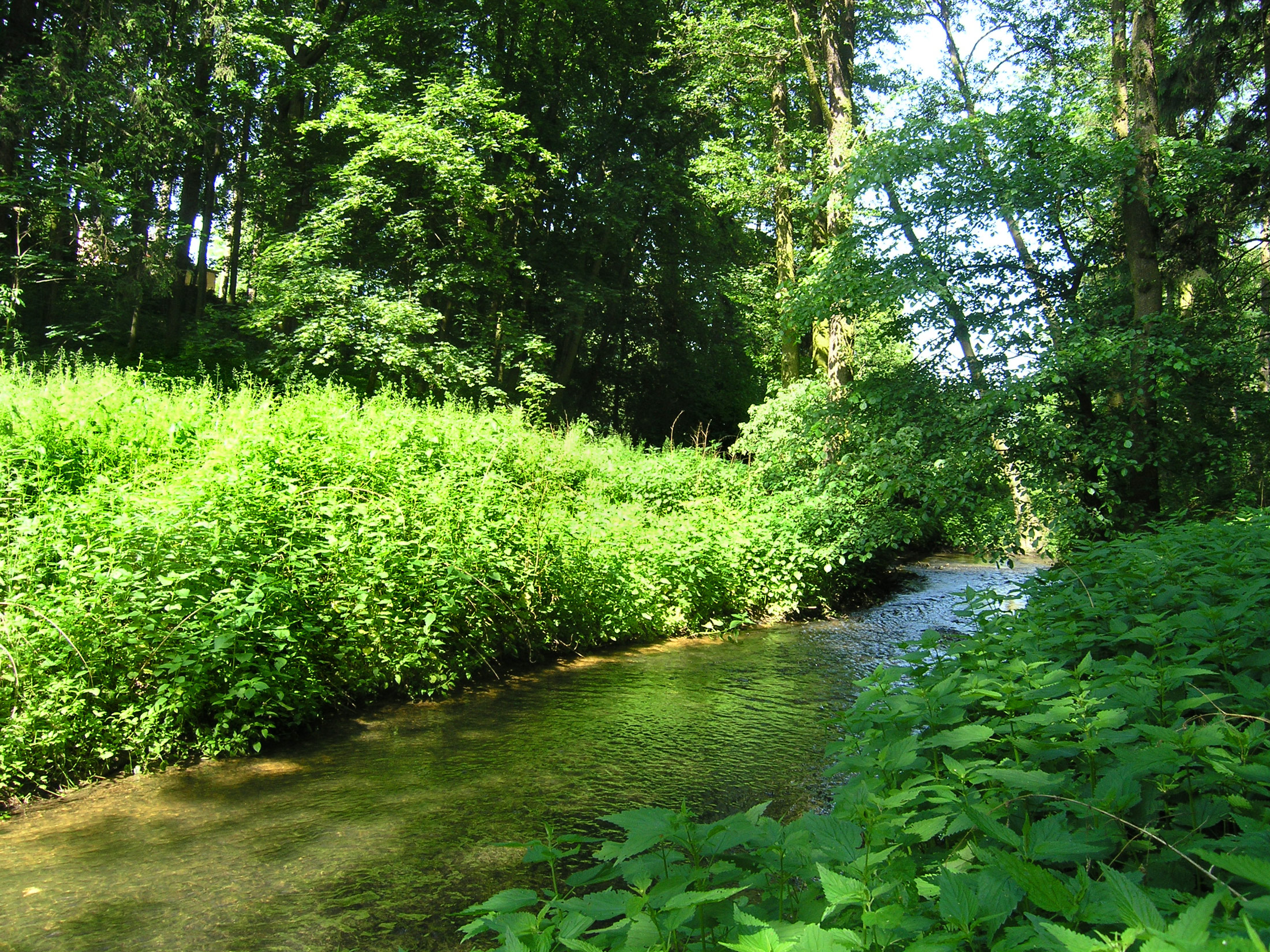
Naturpark Botič-Milíčov, in Prag Křeslice

Auf einer Länge von 21 km fließt der Botič durch das Stadtgebiet von Prag, davon ist er auf 1,2 km verrohrt. Somit ist er der zweitlängste Bach in Prag nach der Rokytka (36,2 km/31,5 km). Es handelt sich um einen Mäanderbach, der ab Průhonice bei erhöhtem Wasserstand für Wassersportler befahrbar ist. An den Ufern befinden sich zahlreiche Wälder mit altem Baumbestand, unterbrochen durch grasbewachsene Lichtungen und Wiesen. Die Abschnitte Botič–Milíčov und Hostivař–Záběhlice sind Naturparks.
Obwohl das Wasser nicht zum saubersten gehört, so leben hier doch einige Tierarten, darunter 27 Arten Fische sowie Amphibien, weiter etwa 150 Arten Käfer, 31 Schmetterlingsarten und 144 Nachtfalter. An den Ufern brüten 47 Vogelarten.

## Verlauf

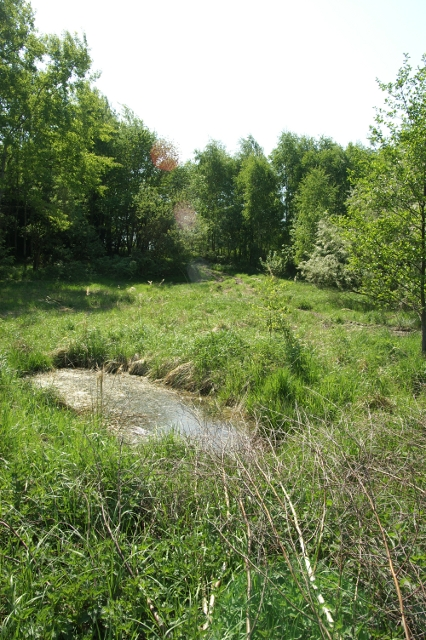
Quelle des Botič

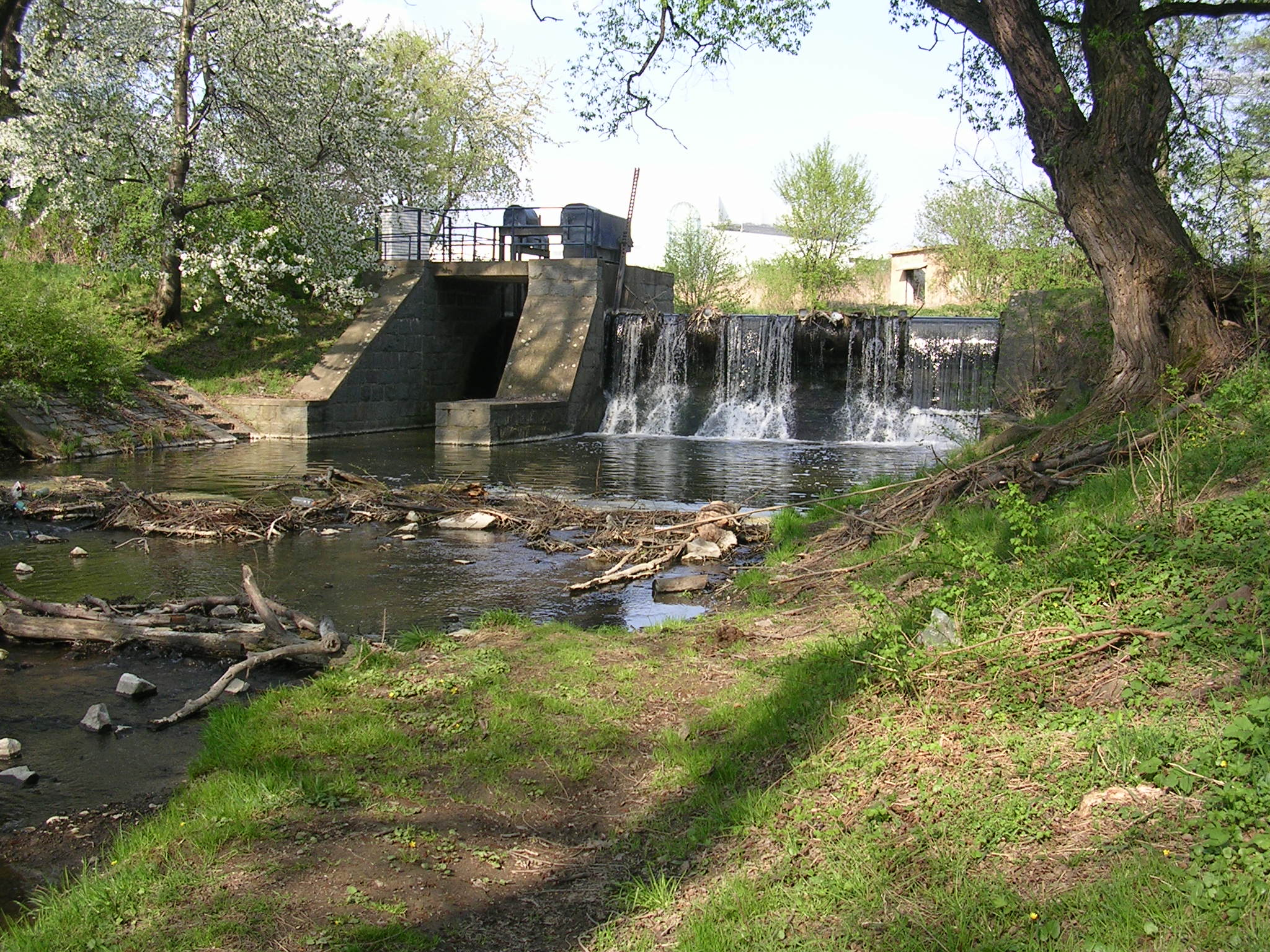
Stauanlage Práče

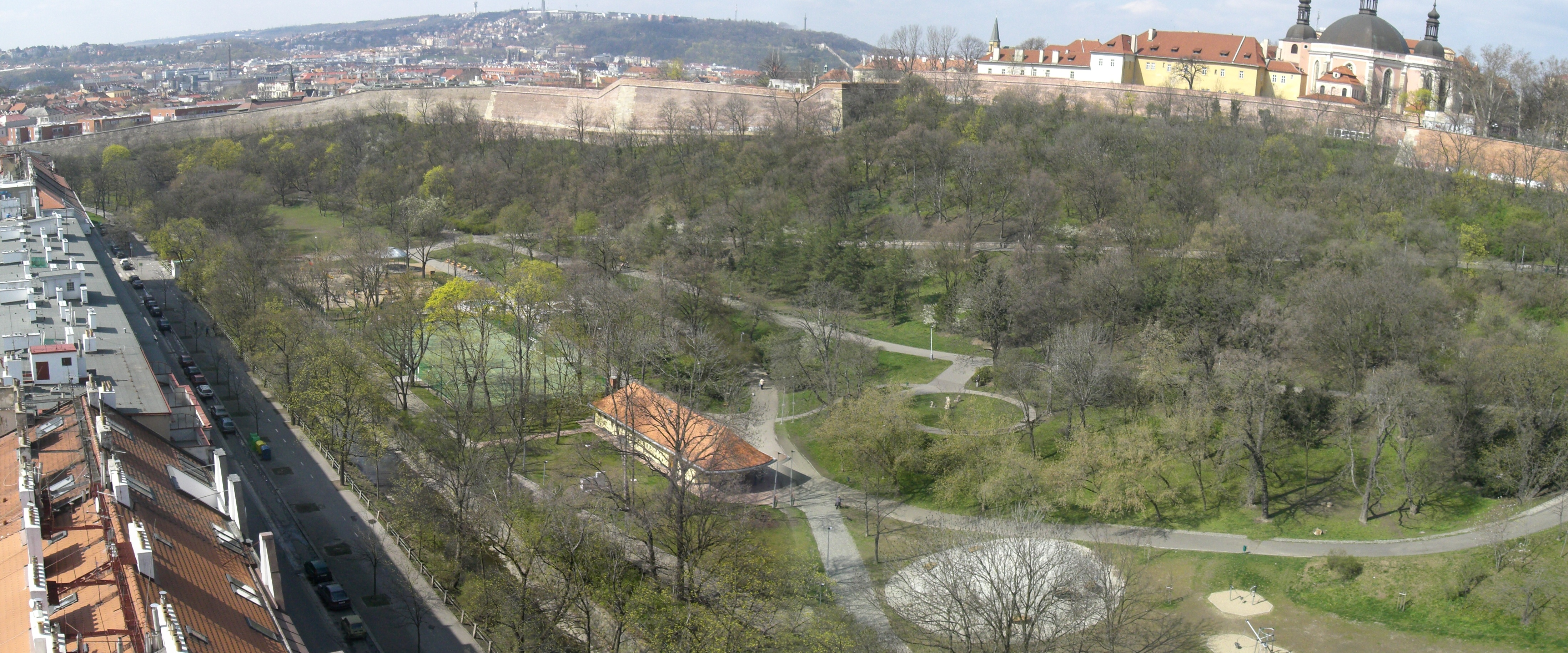
Blick über das Jamrtál auf die Prager Stadtmauer; der Botitzbach verläuft links des Parks zwischen Bäumen.

Der Botič entspringt bei der Einschicht Ovčáry zwischen Křížkový Újezdec und Nebřenice im Wald Okrouhlík. Seine Quelle befindet sich am südwestlichen Fuße des Hügels Huntowitz (488 m n.m.) in der Středočeská pahorkatina. An seinem nach Nordwesten führenden Oberlauf fließt der Bach durch Čenětice und nimmt hinter dem Ort den aus Süden kommenden Bach Oleška auf. Sein weiterer Lauf führt in die Pražská plošina (Prager Hochfläche) vorbei den Dörfern Olešky, Radějovice, Horní Jirčany und unter dem Prager Ring hindurch bis Kocanda. Von dort fließt er vorbei an Osnice und Zdiměřice im Landschaftspark des Schlosses Průhonice durch die Fischteiche Bořín, Labeška und den Podzámecký rybník (Schlossteich) nach Norden; am Ablauf des Bořín befinden sich die Průhonické vodopady (Pruhonitzer Wasserfälle). Anschließend fließt der Botič vorbei an Průhonice und Hole.
Bei Újezd, wo er von der Autobahn D 1 überbrückt wird, erreicht der Botič das Prager Stadtgebiet und fließt vorbei an Koníčkův Mlýn, dem Dendrologischen Garten Průhonice, Horní Křeslice, Štít, Dolní Křeslice, Fantův Mlýn, Dobrá Voda und Petrovice durch den Naturpark Botič–Milíčov. Mit nordwestlicher Richtung fließt der Bach bei Háje in den Naturpark Hostivař–Záběhlice, wo er zwischen Háje, Horní Měcholupy, Na Košíku und Hostivař im Stausee Hostivař angestaut wird. Der mäandrierende Bachlauf unterhalb der Talsperre bis zum Schloss Práče ist als Naturdenkmal PP Meandry Botiče geschützt.
Entlang seines nun nach Westen führenden Laufes liegen Toulčův Dvůr, Práče, Zahradní Město und Záběhlice. Beim Wehr am Schloss Záběhlice wird vom Botič ein Graben zum Hamerský rybník (Hammerteich) abgeleitet. Danach fließt der Bach zwischen Spořilov II, Dolní Roztyly, Spořilov I, Trnkov und Pod Lesíkem nördlich am Hamerský rybník vorbei. An der Einmündung des Abzugsgrabens des Hamerský rybník verlässt der Bach den Naturpark Hostivař–Záběhlice und wird von der Prager Schnellstraße Jižní spojka (Süd-Verbindung) sowie den Bahnstrecken České Velenice–Praha und Praha-Vršovice–Praha-Radotín überbrückt. Nachfolgend fließt der Botič südlich von Bohdalec zwischen dem Heizkraftwerk Michle und dem Prager Gaswerk hindurch und wird erneut von der Bahnstrecke Praha-Vršovice–Praha-Radotín überquert. Sein weiterer Lauf führt vorbei an Michle und Tyršův Vrch. Am Michelský Dvůr wendet sich der Bach nach Norden, fließt vorbei an Jezerka nach Vršovice, verläuft dort hinter der Tribüne von Bohemians 1905 Prag und umfließt den Bahnhof Praha-Vršovice in einer großen Schleife. Der Unterlauf des Botič führt schließlich südlich der Oberen Neustadt vorbei an Gröbovka, Zvonařka, Nusle, Folimanka, Bělka und Pankrác durch das Nuselské údolí; auf diesem Abschnitt wird der Bach von der Straßen- und U-Bahnbrücke Nuselský most sowie noch zweimal von der Eisenbahn überbrückt.
Ab dem Ostrčilovo náměstí verläuft der Botič auf dem letzten knappen Kilometer unterirdisch am Fuße des Vyšehrad. Nach 33,4 Kilometern mündet der Botič zwischen Vyšehrad und Výtoň an der Železniční most (Eisenbahnbrücke) in die Moldau.

## Hammerteich
Der Hammerteich wurde 1770 zusammen mit dem Kupferhammer Záběhlice angelegt; durch den Teich wurde die alte königliche Feste Záběhlice überflutet. 1962 wurde bei Hostivař eine Talsperre mit einer Fläche von etwa 44 Hektar gebaut, die Tiefe beträgt zwölf Meter und die Länge 2,6 Kilometer. An der rechten Seite des Stausees befinden sich Wälder, links Badestrände.

## Zuflüsse
- Oleška (l), bei Čenětice
- Jesenický potok (l), oberhalb des Teiches Labeška im Schlosspark Průhonice
- Dobřejovický potok (r), unterhalb des Teiches Labeška im Schlosspark Průhonice
- Černý potok (r), bei Koníčkův Mlýn
- Pitkovický potok (r), unterhalb von Křeslice
- Dobrá Voda (r), bei Dobrá Voda
- Milíčovský potok (l), in Petrovice
- Hájecký potok (l), bei Petrovice in der Talsperre Hostivař
- Košíkovský potok (l), unterhalb der Talsperre Hostivař
- Měcholupský potok (r), unterhalb von Hostivař gegenüber dem Christlichen Gymnasium
- Chodovecký potok (l), am Schloss Záběhlice
- Slatinský potok (r), unterhalb von Pod Lesíkem